# Chatroulette
O site Chatroulette foi criado por Andrei Ternovski, um estudante do ensino médio de Moscou de 17 anos. Ternovski disse que este modelo de vídeo chat era usado por ele para conversar com os amigos pelo Skype, de onde ele pensou a ideia inicial para a primeira versão do Chatroulette, em "dois dias e duas noites".
No início de novembro de 2009, um pouco após o lançamento do site, já havia 500 visitantes por dia, um mês após havia 50000 . Em fevereiro de 2010, o site foi apresentado no programa Good Morning America, no New York Times, na revista New York e no The Daily Show. Naquele mês, a qualquer momento do dia havia em média 35000 pessoas no Chatroulette. Por volta do início de março, Ternovski estimava que o sítio tivesse em torno de um milhão e meio de usuários, aproximadamente 33% deles dos Estados Unidos e 5% da Alemanha .
O website usa Adobe Flash para executar os vídeos e suportar o acesso das webcam dos usuários. Flash P2P network capabilities (via Real Time Media Flow Protocol - RTMFP) que permite comunicação direta entre os computadores dos usuários de quase todos os formatos de vídeo e áudio sem o uso servidor de banda larga.
Em março de 2010, do seu quarto infantil, Ternovski executou o sítio suportado por quatro programas que estavam trabalhando remotamente . Após a fase inicial de crescimento do sítio que tinha sido financiado pelos seus pais com o investimento de dez mil dólares (pago de volta em seguida), este foi mantido pelo patrocínio de um site de namoro que exibe o seu link no Chatroulette .

## Cultura
Um dos dois participantes que estão comunicando-se no chat, que clicar no botão "Next", irá mudar para um novo parceiro. O parceiro que foi abandonado descobrirá que foi "nexted" e receberá um novo parceiro.
A lista das celebridades que supostamente já utilizaram o Chatroulette incluem Kelly Osbourne, Joel Madden, Nicole Richie, Perez Hilton,Miley Cyrus, Tiago Tucci e Marina Sierra. . Embora não confirmadas, algumas celebridades foram vistas no site, como Paris Hilton, Ashton Kutcher, Jonas Brothers, Nicki Minaj, Jessica Alba, BJ Penn e Justin Bieber.
Em 27 de fevereiro no Soundwave Festival in Melbourne, Austrália, o Faith No More transmitiu seu show ao vivo pelo Chatroulette.
O Chatroulette não tem meios de restabelecer conexões entre parceiros que acidentalmente sairam da conversação antes de combinarem outras formas de contato.
O site avisa em sua página inicial que só deve ser utilizado por maiores de 18 anos, mas boa parte dos usuários ainda não atingiu a maioridade. O Chatroulette proíbe comportamentos pornográficos. Usuários que sofrem perseguições ou testemunham atividades ilegais, imorais ou pornográficas podem denunciar o usuário ofensor. Depois de três usuários se queixarem do mesmo participante, este é banido do serviço por 24 horas.
Sítios com o mesmo nicho de funcionalidade que imitam o Chatroulette vêm crescendo em número, embora nenhum tenha ganho a sua popularidade e notoriedade.Atualmente, a cada vez que se entra no site é comum estarem algo em torno de 3000 usuários online, aos sábados este número costuma chegar próximo de 5000.